# 義大利戰役 (第二次世界大戰)
義大利戰役是第二次世界大战盟軍深入義大利內陸及包圍德軍和義大利軍的大規模軍事行動，作戰時間從1943年算起，到1945年戰爭結束；參戰盟軍司令部策劃所有在地中海盟軍登陸意大利作戰，自西西里島登陸戰役到義大利本土直到1945年5月德軍和意軍殘餘在義大利北部宣佈投降，攻防戰才與第二次世界大戰共同結束。 
這場戰役雙方傷亡皆慘重：自1943年9月到1945年戰爭結束，在義大利戰場，盟軍士兵死亡9萬人、德軍死亡11萬人；在西歐戰場傷亡失蹤人數反而不像義大利這場戰爭的慘重。

## 戰略背景
儘管盟軍先前在北非戰場取得了勝利，在研擬擊敗軸心國的最佳策略时，盟軍內部仍是爭執不休。
英國首相溫斯頓·邱吉爾提倡以英國傳統海軍為主的周邊戰略作戰。由於英國傳統上擁有更強大的海軍，他們對抗大陸敵人的方法是把作戰視為一個整體，利用周邊一連串小規模行動削弱敵方實力。英軍主張地中海戰略，把大規模盟軍陸軍訓練成數批海軍陸戰隊在地中海自義大利多處登陸，打幾場限制兵力、不致於「一次投入重兵」導致傷亡過重的會戰，漸次推進內陸。
然而，美軍參謀確信全力自法國登陸開戰有其必要，也可以早日結束在歐洲的戰事，此時不應有其他軍事行動分散兵力妨礙延後登陸法國。擁有強大軍力的美軍，主張以大西洋戰役的胜利为基础，直接跟德軍在歐洲北部的主力部隊決戰。
最後，盟軍高層決定在1944年初大舉進攻法國，但美國總統富兰克林·D·罗斯福希望把義大利抽離戰事。因此盟軍決定在不影響主要戰線的情況下對義大利進行軍事行動，藉此令英國皇家海軍徹底掌控地中海，讓英國大幅改善與埃及、遠東、中東、印度的聯絡通訊能力。同時迫使德國把蘇聯在蘇德戰爭上的德軍抽回保衛義大利及法國南部，有利蘇聯對德作戰。當時盟軍甚至一度期望義大利的投降，能迫使德軍放棄義大利退回北邊。
1943年9月，盟軍成功自西西里岛登陸義大利本土，義大利一度向盟軍投降。盟軍成功將大量德軍牽制困在義大利，導致德軍無法徵調多餘兵力支援西北歐。
在卡西比爾停戰之後，根據阿道夫·希特勒為應對意大利叛逃而製定的作戰指令（ 阿赫塞行動） ，部署在城市南北的德國國防軍立即採取軍事反應，在意大利首都及其周邊地區發生了羅馬保衛戰。
由於缺乏城市防禦的組織計劃和對抵抗德國佔領的軍事抵抗的協調管理，以及維托里奧·埃馬努埃萊三世與宮廷、政府首腦和軍事領導人同時逃跑，該城市很快被納粹德國軍隊攻占，皇家軍隊和平民徒勞無功地進行了抵抗，由於缺乏連貫的命令和聯繫，大約有 1,000 人陣亡在戰場上。
許多方面都將義大利軍隊的迅速崩潰歸咎於軍事和政治領導人，他們被指控故意未能做出安排來確保城市得到充分防禦。

## 登陸西西里島
1943年7月10日，英軍、加拿大軍和美軍的聯合部隊以「兩棲登陸車」與「空投傘兵」在西西里島Gela灣與西拉庫斯登陸。德軍雖然無法阻止盟軍攻佔西西里島，但仍成功將幾乎所有德軍撤回義大利本土。8月17日，最後一批德軍自西西里島撤回義大利本土。儘管如此，盟軍至少學到登陸作戰經驗。

## 深入義大利本土

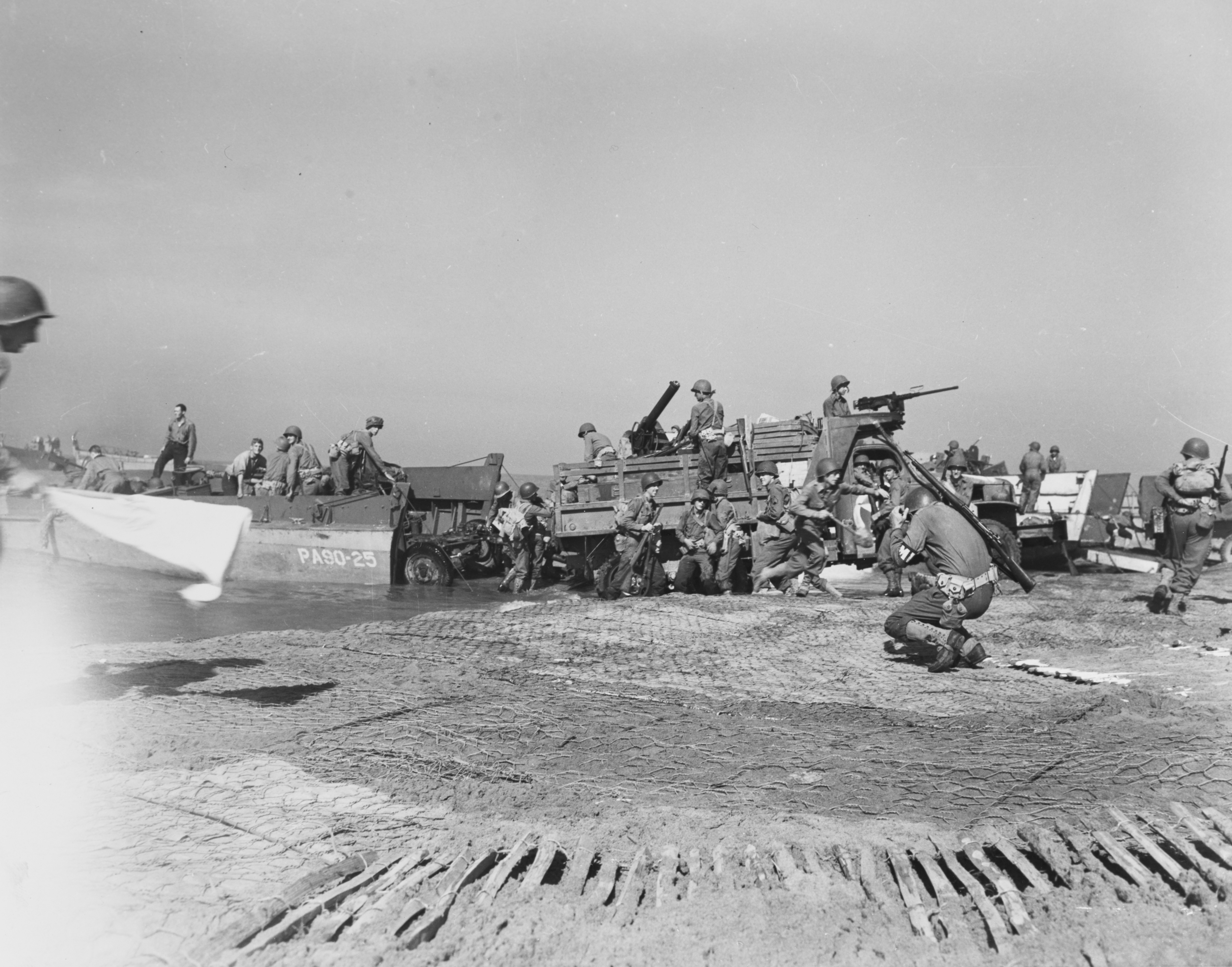
盟軍之大炮在1943年9月於入侵義大利時在薩萊諾登陸

1943年9月3日，英國第8軍團發起海灣城行動，登陸於義大利卡拉布里亞，義大利政府隨即在9月8日向英軍投降。但德軍並未撤退，仍決定孤軍奮戰到底。
9月9日，美國第5軍團發動主要戰役雪崩作戰，但在登陸薩萊諾時遭遇德軍坦克重炮反擊。同時英軍發動鬧劇行動，由第1空降師登陸重要海軍基地塔蘭托，此時義軍已經投降，駐守當地的德軍人數不足，抵抗十分輕微，英軍旋即攻佔塔蘭托，隨後英國第8軍團亦在東海岸登陸攻佔巴里港與福賈市周邊的重要飛機場。
此時盟軍其實已規劃攻佔與東岸英軍登陸同緯度的西岸大港那不勒斯，那不勒斯為義大利最北方的海港，盟軍可調動來自西西里島的盟軍戰機攻擊該市。然而英軍深入義大利內陸導致戰線拉長，後續部隊補充不上。據此，德軍自北方調派出德國第10軍團南下攻擊東岸英軍，卻先與西岸登陸薩萊諾的美軍接戰，導致美軍延誤攻打那不勒斯。隨後，盟軍越往北攻，漸漸感受到困難地形重重阻礙盟軍速戰，包括綿延不止卻急流的河流，及數條橫阻及間隔於中間，並且成右角度轉彎的山脊，以及運用這樣地形作掩護的德軍優異防守掩體堡壘。盟軍曾經希望藉著義大利政府的投降，迫使德軍放棄義大利退回北邊。然而阿道夫·希特勒認為失去西西里島及義大利南部是微不足道，不至於影響戰局，戰事仍然持續。

## 冬天激戰：安濟奧與卡西諾山
1943年10月初，希特勒被位於義大利南部的集團軍司令凱薩林的意見說服。

## 相關著作
- Blaxland, Gregory. . London: William Kimber. 1979. ISBN 0 7183 0386 5.
- Bohmler, Rudolf. . Cassell. 1964. ASIN B000MMKAYM.
- Carver, Field Marshall Lord. . London: Sidgwick & Jackson. 2001. ISBN 0 330 48230 0.
- Clark, Mark. . New York: Enigma Books. 2007 [1950]. ISBN 978-1929631599.
- Moraes, Mascarenhas. . US Government Printing Office. 1966. ASIN: B000PIBXCG.
- R.Brooks, Thomas. . Da Capo Press. 2003. ISBN 978-0306812569.
- Orgill, Douglas. . London: Heinemann. 1967.
- D'Este, Carlo. . Algonquin Books. 1990. ISBN 978-0945575047.
- Katz, Robert. . Simon & Schuster. 2003. ISBN 978-0743216425.
- Keegan, John. . Penguin. 2005. ISBN 978-0143035732.

## 外部連結
- Ortona and the Italian Campaign - 65th Anniversary
- Canadians in Italy, 1943-1945 （页面存档备份，存于） Lots of media and photos and info on Canadians in the Italian theatre.
- Italy Volume I, The Sangro to Cassino the New Zealand Official War History （页面存档备份，存于）
- Italy Volume II, From Cassino to Trieste the New Zealand Official War History （页面存档备份，存于）
- Brazilian Expeditionary Force website (in Portuguese) （页面存档备份，存于）
- Dal Volturno a Cassino, website (in Italian) covering the autumn /winter of 1943 - 44 （页面存档备份，存于）
- WW2 propaganda leaflets - use in Italy （页面存档备份，存于）: A website about airdropped, shelled or rocket fired propaganda leaflets. Italian campaign.
- BBC's flash video of the Italian Campaign （页面存档备份，存于）
- Online Canadian World War 2 Newspaper Archives - The Sicilian and Italian Campaigns, 1943-1945
- Hitler's Decision on the Defense of Italy （页面存档备份，存于）
- Liberatori （页面存档备份，存于）: A website on the Po river breakout and the liberation of the small town of Cornuda.
- Royal Engineers Museum Royal Engineers and Second World War (Italian Campaign)
- CBC Digital Archives - The Italian Campaign （页面存档备份，存于）
- （意大利文）La Città Invisibile （页面存档备份，存于） Collection of signs, stories and memories during the Gothic Line age.
- （意大利文）Italian Partisan Collection of stories and memories from Italian partisan.